# Calceolaria pennellii
Calceolaria pennellii là một loài thực vật có hoa trong họ Calceolariaceae. Loài này được Descole & Borsini mô tả khoa học đầu tiên năm 1955.